# صفحه دوم (آلبوم چندآهنگه)
صفحهٔ دوم (انگلیسی: Page Two) دومین آلبوم چندآهنگه (ئی‌پی) از گروه دخترانهٔ کره‌ای توایس است که در ۲۵ آوریل ۲۰۱۶ توسط جی‌وای‌پی انترتینمنت منتشر و توسط کی‌تی میوزیک توزیع شد. تک‌آهنگ آغازین این آلبوم به نام «Cheer Up»، توسط بلک آید پیل‌سونگ تهیه‌کنندگی شده است.
این آلبوم چندآهنگه شامل هفت قطعه در سبک‌های مختلف از جمله دنس پاپ و هیپ هاپ است و برای گروه موفقیتی تجاری به همراه داشت؛ به طوری‌که تا سپتامبر ۲۰۱۶ بیش از ۱۵۰٬۰۰۰ نسخه از آن به فروش رسید. صفحهٔ دوم رکورد بیشترین فروش در هفتهٔ نخست را در میان آلبوم‌های منتشرشده توسط گروه‌های دخترانهٔ کره‌ای در سال ۲۰۱۶ به نام خود ثبت کرد؛ رکوردی که شش ماه بعد با انتشار آلبوم چندآهنگهٔ بعدی توایس به نام توایس‌کوستر: مسیر ۱ شکسته شد.

## جدول‌های موسیقی
| جدول (۲۰۱۶)                           | بالاترین جایگاه |
| ------------------------------------- | --------------- |
| آلبوم‌های ژاپنی (اوریکون)              | ۱۶              |
| آلبوم‌های کره جنوبی (گائون)            | ۲               |
| آلبدم‌های جهانی ایالات متحده (بیلبورد) | ۶               |

| جدول (۲۰۱۶)                | جایگاه |
| -------------------------- | ------ |
| آلبوم‌های کره جنوبی (گائون) | ۱۳     |

| جدول (۲۰۱۷)                | جایگاه |
| -------------------------- | ------ |
| آلبوم‌های کره جنوبی (گائون) | ۶۹     |

## تاریخچه انتشار
| منطقه     | تاریخ           | فرمت(ها)              | نسخه      | ناشر                      | منابع |
| --------- | --------------- | --------------------- | --------- | ------------------------- | ----- |
| مختلف     | ۲۵ آوریل ۲۰۱۶   | دانلود دیجیتال استریم | استاندارد | جی‌وای‌پی                   | [ ۶ ] |
| کره جنوبی | ۲۵ آوریل ۲۰۱۶   | سی‌دی                  | استاندارد | جی‌وای‌پی                   | [ ۷ ] |
| تایلند    | ۳۰ سپتامبر ۲۰۱۶ | سی‌دی + دی‌وی‌دی         | تایلند    | جی‌وای‌پی بی‌ئی‌سی-ترو میوزیک | [ ۸ ] |